# Don Boscokerk (Eindhoven)

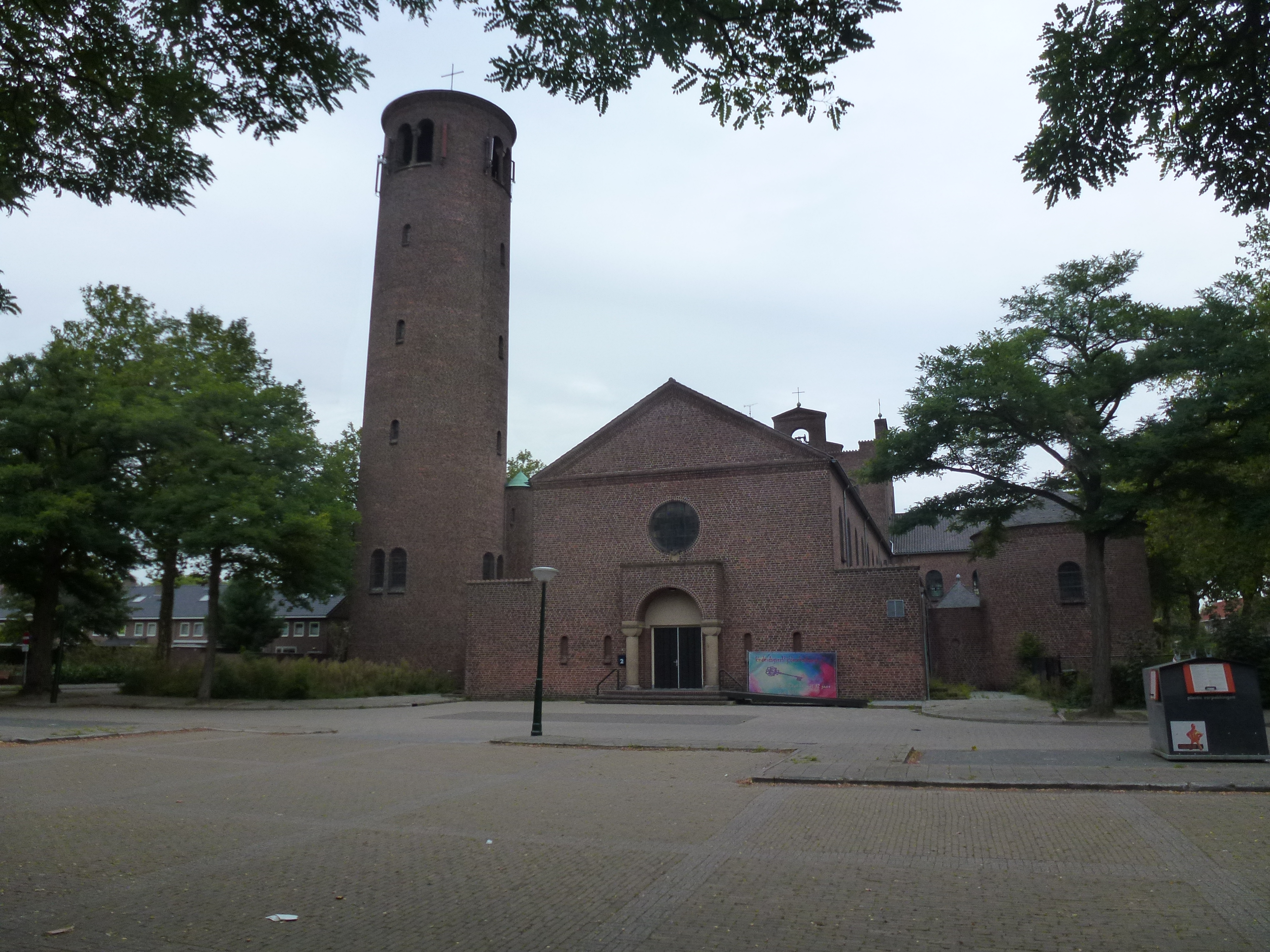
Don Boscokerk

De Don Boscokerk was een rooms-katholieke parochiekerk aan het Mimosaplein in het Eindhovense stadsdeel Stratum. Het gebouw bestaat nog steeds, maar heeft een andere functie gekregen.

## Geschiedenis
De kerk werd gebouwd in 1953, als reactie op het toenemende aantal inwoners van Stratum. Architect was Kees de Bever en deze kerk was een van zijn belangrijkste werken. De architectuur werd geïnspireerd door de 6e-eeuwse vroegchristelijke kerkbouw.
Begin jaren 70, toen het aantal kerkgangers afnam, werd enkel het schip nog als kerk gebruikt en kwamen er buurtvoorzieningen in het dwarspand, waaruit buurthuis "d'n Tref" ontstond. Op 19 maart 2006 vond de laatste kerkdienst plaats, waarna de kerk werd verkocht aan een vastgoedbedrijf. In 2007 werd het gebouw nog gebruikt door de Antilliaanse Pinkstergemeente Team Ministries, welke door middel van een inzamelingsactie nog getracht heeft om de kerk te kopen, wat echter geen doorgang heeft gevonden. Ook in 2007 werd de kerk op de gemeentelijke monumentenlijst geplaatst. In 2008 werd het orgel overgeplaatst naar de nabijgelegen Gerardus Majellakerk.
In 2010 verhuisde de Pinkstergemeente naar een oude fabriekshal aan Voorterweg 128. In mei 2011 opende in het schip van de kerk een kinderdagverblijf op antroposofische grondslag, "De Schatkamer" genaamd. De verbouwing werd geleid door de kleinzoon van Kees de Bever.

## Gebouw
Het betreft een driebeukige bakstenen kerk. Een van de merkwaardigheden van deze kerk is dat het altaar zich in de viering bevindt waardoor het koor ontbreekt en de kerk min of meer T-vormig is geworden, met slechts een schip en een dwarspand. De viering wordt bekroond door een robuuste vierhoekige bouwpartij, waarop vier attieken waarin klokken hangen, en die bekroond zijn door een fronton. In het midden van de viering bevindt zich een lage, ronde toren.
Verdere bouwkundige merkwaardigheden zijn de vrijwel losstaande cilindervormige toren links van de voorgevel, en de ronde doopkapel.